# Фосфоний
Фосфо́ний — группа атомов PH4, которая в некоторых случаях ведёт себя подобно одновалентному металлу — например, с сильными кислотами образует соли. Из них наиболее известен иодид фосфония PH4I. 

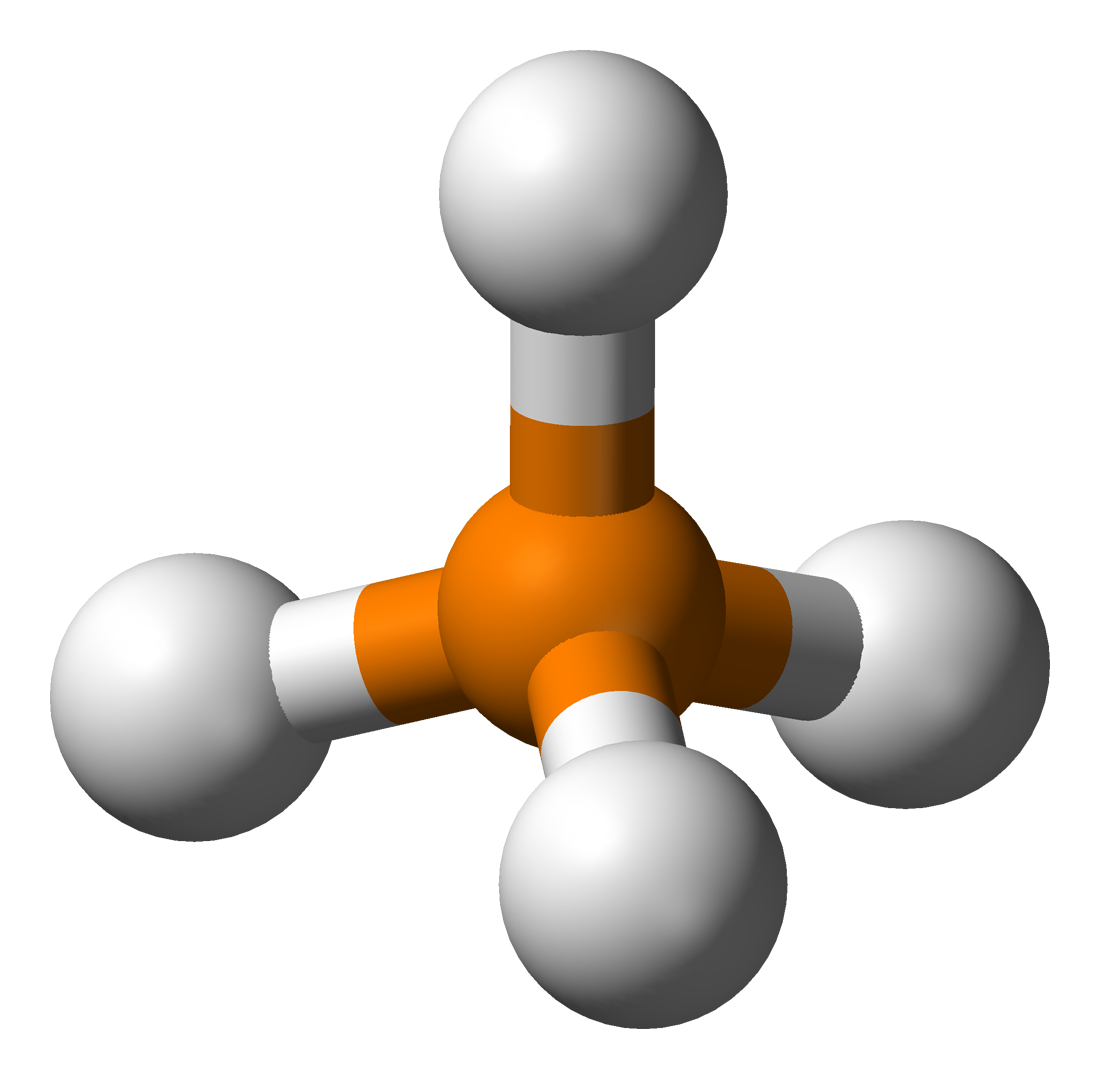
Шаростержневая структура иона фосфония

## Физические свойства
Является аналогом аммония NH4. Расстояние P-H в ионе фосфония равняется 1,42 ± 0,02 Å.
Растворимость фосфина PH3 в воде при нормальных условиях составляет около 0.25 объёма фосфина в одном объёме воды. Известно очень нестойкое соединение состава PH3⋅H2O, которое можно рассматривать как гидроксид фосфония PH4OH.
Температура сублимации галогенидов фосфония (при нормальном давлении) закономерно повышается от хлорида к иодиду (−28 °C для PH4Cl, 35 °C для PH4Br и 62 °C для PH4I). Их пары́ почти полностью диссоциированы на фосфин и соответствующий галогеноводород
В отличие от аналогичного соединения азота — гидроксида аммония NH4OH, гидроксид фосфония в водном растворе диссоциирует очень слабо и проявляет амфотерные свойства. Константы диссоциации по типу основания и по типу кислоты составляют порядка 10−29.

## Химические свойства солей
Тем не менее, с сильными кислотами (соляной, хлорной и т.п.) фосфоний образует достаточно устойчивые соли. Из них наиболее известны галогениды фосфония: хлорид, бромид и иодид.
Галогениды фосфония менее устойчивы к нагреванию, чем аналогичные соединения аммония. 
Галогениды фосфония являются сильными восстановителями. Они легко разлагаются водой, особенно в присутствии щёлочи.
{\displaystyle {\ce {PH4I + NaOH -> PH3 + NaI + H2O}}}
Разложение иодида фосфония используется для получения чистого фосфина в лабораторных условиях.

## Получение солей фосфония
При взаимодействии фосфина с серной кислотой при температуре около −25 °C образуется сульфат фосфония — белые расплывающиеся кристаллы.
{\displaystyle {\ce {2 PH3 + H2SO4 -> (PH4)2SO4}}}. 
При низких температурах также получен чрезвычайно взрывчатый перхлорат фосфония PH4ClO4.
Известны также органические соединения фосфония. Такие как промышленно полезный хлорид тетракис(гидроксиметил)фосфония. Его производят путём реакции фосфина в газообразной фазе с хлороводородом и формальдегидом:
{\displaystyle {\ce {PH3 + HCl + 4CH2O ->[t] [P(CH2OH)]4Cl}}}

## Применение солей фосфония

### Текстильное производство
Хлорид тетракис(гидроксиметил)фосфония имеет промышленное значение в производстве несминаемых и огнестойких отделок для хлопчатобумажных тканей и других целлюлозных тканей.

### Органический синтез
Органические катионы фосфония липофильны и полезны в фазовом катализе, подобно четвертичным аммониевым солям.
Реагенты Виттига(илиды фосфора), полученные с помощью солей фосфония используются в органическом синтезе. Самое частое их применение это реакции Виттига.